# آنتونیا نلسون
آنتونیا نلسون (به انگلیسی: Antonya Nelson) (زاده ۱۹۶۱ در ویچیتا) نویسنده آمریکایی است. او فارغ‌التحصیل دانشگاه آریزونا و دانشگاه کانزاس است و در ۱۹۸۶ مدرک MFA (کارشناسی ارشد هنرهای زیبا) را از دانشگاه آریزونا دریافت کرده‌است. نلسون تاکنون ۶ مجموعه داستان‌های کوتاه را منتشر کرده‌است و برخی از داستان‌هایش در مجله‌های معتبری مانند نیویورکر به چاپ رسیده‌اند.